# 地图填色
地图着色是指在地圖上填上不同的顏色，並且還要讓相鄰的兩個區域不能有相同的顏色。地图上可以通過顏色來區分不同的属性，例如顏色可以用來區分各個行政區的政治立場、不同的海拔以及各類道路。 

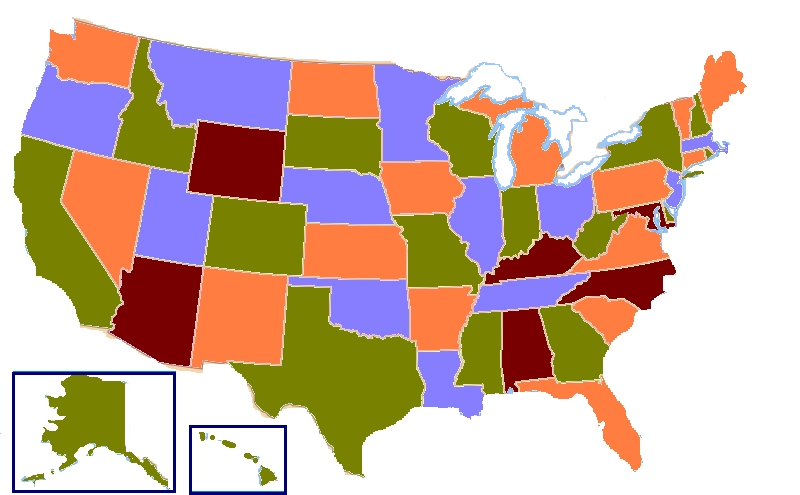
美国各州區劃地圖，其中用到了四色定理

2004年美国总统选举形勢圖

复活节岛的地形图通過颜色區分海拔